# Lolkje de Jong-van den Berg
Lolkje Theodora Wilhelmina de Jong-van den Berg (Westhem, 2 november 1947) was hoogleraar sociale farmacie en farmaco-epidemiologie aan de Rijksuniversiteit Groningen.

## Loopbaan
Tijdens haar studie farmacie in Groningen koos De Jong voor de richting farmacologie, maar haar interesse ging al snel uit naar vraagstukken over 'farmacie en samenleving'. Na haar studie kreeg zij een aanstelling bij de subfaculteit Farmacie om het vak farmacotherapie te geven en drie jaar later als coördinator van de wetenschapswinkel voor geneesmiddelen.
In 1985 volgde een aanstelling bij de afdeling Farmacie & Samenleving, waar ze nieuwe maatschappijgerichte onderzoeks- en onderwijsprogramma's opzette. Ze was betrokken bij verschillende maatschappelijke discussies over geneesmiddelen en bij de praktijk van de apothekers, waarmee ze nauw samenwerkte.
Tussen 1998 en 2013 was ze hoogleraar aan de RUG. In 2015 werd ze benoemd tot ridder in de Orde van Oranje Nassau.

## Onderzoek
Kern van het onderzoek van De Jong betrof het effect van geneesmiddelengebruik door zwangere vrouwen op embryo's en kinderen. Dat werd ook het thema van haar promotie-onderzoek dat resulteerde in het proefschrift Drug utilization studies in pregnancy; what can they contribute to safety assessment? in 1992.
De resultaten van haar onderzoek maakten dat ze een nationaal en internationaal erkende autoriteit werd op het gebied van risico's van geneesmiddelengebruik en zwangerschap. Zij was betrokken bij de Europese organisatie EUROCAT (European Congenital Anomalities and Twins-registratie), die zich bezighoudt met registratie van aangeboren afwijkingen. In 2002 werd zij van deze organisatie voorzitter van de Working Group Drugs in Pregnancy.
Haar onderzoek richtte zich ook op de langetermijneffecten van geneesmiddelengebruik op kinderen tijdens de zwangerschap. Later was ze ook betrokken bij onderzoeksprojecten over de economische aspecten van geneesmiddelengebruik, het gebruik van medicijnen, drugs en alcohol op kinderen en jongeren en risicocommunicatie rond medicijnen.

## Onderwijs
Samen met anderen binnen haar vakgroep Sociale Farmacie en Farmacoepidemie zorgde De Jong ervoor dat maatschappijgerichte vakken als farmacie en samenleving en sociale geneeskunde een plek kregen binden de farmacieopleiding. Naar haar idee diende de apotheker behalve over gedegen farmaceutische kennis ook te beschikken over vaardigheden die bijdroegen aan een juist gebruik van geneesmiddelen. Mede door haar inzet kwam er in de opleiding meer aandacht voor communicatieve vaardigheden en patiëntenzorg.

## Maatschappij
Gedurende haar hele loopbaan toonde De Jong een sterke maatschappelijke betrokkenheid. Zij riep bijvoorbeeld studenten en onderzoekers op kritisch te zijn ten opzichte van de farmaceutische industrie. De Jong zelf is naar eigen zeggen altijd terughoudend geweest bij het aanvaarden van  onderzoeksgelden door deze bedrijfstak.
Ze bekleedde gedurende 20 jaar verschillende functies bij het Geneesmiddelenbulletin. Ook was ze medewerker of redacteur bij twee standaardwerken over geneesmiddelen; Geneesmiddelen in Nederland, gericht op een breed publiek, en Het Geneesmiddel, bedoeld voor studenten Farmacie en Geneeskunde. Ook schreef ze artikelen in de vakpers en populaire media.
De Jong gaf diverse malen advies over aanpassing van het medicijnengebruik. Ze heeft er bijvoorbeeld altijd voor gepleit dat foliumzuur werd toegediend aan vrouwen, enkele weken voordat ze zwanger werden om te voorkomen dat afwijkingen van de neurale buis zouden ontstaan. Mede door haar inspanningen wordt dit advies in Nederland vanaf 1993 gegeven en nadien ook in andere landen. 
Daarnaast zijn mede door haar toedoen onder meer artsen en apothekers in Nederland kritischer gaan kijken naar de gezondheidseffecten van pilgebruik door vrouwen boven de 50 jaar.

## Publicaties (selectie)
- Horst P.G. ter, Bos H.J., Jong-van den Berg L.T.W. de & Wilffert B. (2013) In utero exposure to antidepressants and the use of drugs for pulmonary diseases in children, Eur J Clin Pharmacol 69(3) 541-547.
- Bijlsma M.J., Hak E, Bos H.J., Jong-van den Berg L.T.W de & Janssen F. (2012) Inclusion of the birth cohort dimension improved description and explanation of trends in statin use, J Clin Epidemiol 65, 1052-1060.
- Bock G.H. de, Musters R.F., Bos H.J., Schroder C.P., Mourits M.J. & de Jong-van den Berg L.T.W. (2012). Psychotropic medication during endocrine treatment for breast cancer, Support Care Cancer. 20(7) 1533–1540.
- Crijns, H.J., van Rein, N., Gispen-de Wied, C. C., Straus, S. M. & Jong-van den Berg, L.T.de  (2012) Pharmacoepidemiology and Drug Safety 21(10) 1060-1066.
- Buurma, H., Beudeker, H. J., Jong-van den Berg, L.T.W. de & Leufkens, H.G.M. (2005) Het geneesmiddel, Elsevier/Bunge, Maarssen.
- Reijnders, Lucas, Bouvy, Marcel, Buurma, Henk, Jong, Lolkje de & Arnold Vulto (2004) Geneesmiddelen in Nederland. Van Gennep, Amsterdam.
- Haaijer, F.M., Ruskamp, L.T.W. de Jong-van den Berg & N.F. Wieringa (1998) Betaalbare kwaliteit in de geneesmiddelenvoorziening; achtergrondstudie  Raad voor de Volksgezondheid en Zorg, Zoetermeer.
- Jong-van den Berg, Lolkje T. M. de, Corinne S. de Vries (1997) Farmacotherapie overleg in de praktijk, Werkgroep Sociale Farmacie en Farmacoepidemiologie, Afdeling Farmacie, Rijksuniversiteit Groningen, Groningen,
- Brug,J., L.T.W. de Jong-van den Berg & M.C.J.M. Sturkenboom (1994) Psoriasis; gebruik van voeding en (zelf)medicatie door psoriasispatiënten,  Rijksuniversiteit Groningen, Groningen.
- Jong-van den Berg, Lolkje T. W. de (1992) Drug utilization studies in pregnancy; what can they contribute to safety assessment?  Proefschrift Groningen, Styx, Groningen.
- Jong-van den Berg, Lolkje de  & Corrien Waardenburg (1991) Geneesmiddelengebruik tijdens zwangerschap, Styx, Groningen.
- Koning, Heleen de, Jong-van den Berg, lolkje de & Nicolien Wieringa (1987) Een kijkje in de apotheek, Koninklijke Nederlandse Maatschappij ter Bevordering der Pharmacie, Den Haag.